# Refugio Frey
El Refugio Frey es un refugio de montaña situado en la Cordillera de los Andes en Bariloche, Argentina. Se encuentra a orillas de la laguna Toncek, a 1700 metros sobre el nivel del mar.
Dependiendo la altura y humedad que presenta cada región, la vida en la cordillera varía. En las más elevadas y secas, predominan los pastizales y arbustos, con escasés de árboles. Con respecto a la fauna, se encuentran los guanacos, llamas, vicuñas, cóndor andino, depredadores como el puma y el zorro colorado y aves e insectos endémicos.

## Historia
Fue inaugurado el 17 de febrero de 1957. Su nombre homenajea al ingeniero Emilio Frey, ya que desde 1895 era integrante de la comisión de límites presidida por el perito Francisco Pascasio Moreno e intendente del Parque Nacional. También fue uno de los fundadores del Club Andino de Bariloche. 
Emilio Frey nació el 2 de febrero de 1872 y falleció el 26 de mayo de 1964, a sus 92 años, en San Carlos de Bariloche. Estudió en Suiza, en la Escuela Politécnica en Winterthur, donde aprendió su profesión de topógrafo y a partir de 1896 se convirtió en socio de la Comisión de Límites entre Argentina y Chile. Descubrió lagos y a uno de ellos, gracias al geólogo Bailey Willis, lo llamaron lago Frey, así como también se llamó al río que es el desagüe de los lagos Frey y Cholila, río Frey.
El Club Andino de Bariloche fue fundado el 13 de agosto de 1931. Fue el primer club de andinismo de la zona y lo dirigió durante 30 años. Este club administra el funcionamiento de varios refugios ubicados en el parque nacional Nahuel Huapi, entre los que se encuentra el Refugio Frey. El club promueve expediciones hacia dichos refugios con el fin de pasar la noche en ellos.
El interior de la cabaña es de madera y respeta su arquitectura y antigüedad. Puede albergar a 30 personas.

## Geografía

### Geología
El Refugio Frey se encuentra a orillas de la laguna Toncek, a 1700 metros sobre el nivel del mar. A su alrededor se puede encontrar una gran cantidad de torres de roca granodioritica. Esta roca presenta una textura fanerítica, de color gris claro, y está compuesta por cuarzo, plagioclasas, sofocas y anfíboles. Según informa Yandry Maldonado, ingeniero geólogo, se originan de un magma de composición generados por la fusión de rocas de la loza oceánica y rocas que conforman la corteza terrestre.

### Clima
La época más favorable para asistir al Refugio Frey es en el verano austral, ya que las temperaturas máximas son alrededor de los 20 grados y las más bajas de 2 grados en la montaña. En cambio, en el invierno austral las temperaturas más altas son de 7 grados mientras que las más bajas de -10 grados.

## Problemática ambiental
Debido al continuo turismo en el refugio, la zona sufre consecuencias ambientales que perjudican la naturaleza de la montaña y a los seres vivos que viven en ella. Por esto, hay activistas que buscan soluciones para esta problemática. La más involucrada se llama Walk the trail, que es un proyecto cuyo principal objetivo es disminuir el impacto que el uso recreativo tiene sobre el humedal andino. Para lograrlo, trabaja junto a la Cooperativa de Trabajo Senderos Patagonia, Fundación Banco de Bosques, CONICET, investigadores científicos y ambientales. El proyecto pretende rediseñar un tramo de la senda que conecta el Refugio Frey con la laguna Schmoll y de esta manera restaurar su vegetación. Walk the trail Bog Protection in Patagonia fue ganador en la categoría Wild Places y logró obtener el financiamiento para llevar a cabo la iniciativa de poder minimizar este impacto y llevar a cabo las soluciones. 
Esta problemática se dio a conocer debido a una investigación liderada por la Dra. Agustina Barros, investigadora de CONICET en el Instituto Argentino de Nivología, Glaciología y Ciencias Ambientales, demostrando su preocupación con base en los resultados, de los estados de las sendas.

## Rutas de ascenso
Hay tres rutas disponibles para llegar al refugio. La primera y más tradicional comienza al costado de la playa de estacionamiento del Cerro Catedral de Bariloche. Flechas blancas van guiando por el camino hasta llegar a un sendero que se dirige al valle del arroyo Van Titter. Se comienza a subir y luego de tres horas y veinte minutos se llega a destino, a 1700 m de altitud. El total del camino es de 4 horas y el regreso a la Villa Catedral es de 2 horas y media debido a que el camino es por picada eslovena, generando que se reduzca el tiempo.
La segunda opción es por picada eslovena. Este sendero comienza en el parque del Lago Gutiérrez, próximo a Villa Los Coihues. Se debe tomar un colectivo hasta Villa los Coihues donde se debe comenzar a caminar 3 kilómetros por la calle de ripio que bordea el lago. Luego al llegar al guardaparque y el Autocamping, comienza el sendero. Al llegar a la cascada Los Duendes, el sendero se dirige hacia la izquierda comenzando a subir 2 horas. Desde el guardaparque hay un desvío, donde a la izquierda se accede a la playa Muñoz y a la derecha al Refugio Frey donde 3 horas después, se llega al destino.
La tercera y última opción, es el Filo del Catedral. Esta opción se realiza en verano y tiene dos comienzos, uno en Punta Princesa, donde la duración es de 3 horas o en el Refugio Lynch de Alta Patagonia y su duración es de 3 horas y media. Para poder distinguirse, la senda esta pintada con pintura roja. El terreno es irregular y predrero, generando que su subida sea más difícil que el resto de las opciones. Por último, llegamos al desvío. Durante el camino nos encontramos con la laguna Schmoll, de aguas cristalinas hasta llegar por un descenso al fondo de un valle donde se observa la laguna Toncek, al que al final se divisa el Refugio Frey.
Determinadas épocas del año suele complicar este camino mencionado. En otoño, las lluvias generan barro sobre la senda, creando también arroyos nuevos y difíciles de poder atravesar. En invierno, las nevadas generan que el tiempo de la caminata se multiplique debido a sus peligrosas avalanchas. Las ramas de los árboles y arbustos quedan escondidos por la nieve generando que se cree otro obstáculo.

## Actividades
En el Refugio Frey hay diferentes actividades para hacer. Primero esta la escalada en roca, que la misma es elegida por los escaladores y debido a esto, el área Frey es considerado como 'escuela' para los escaladores principiantes. 
En invierno, se puede practicar el deporte Esquí y Snowboard, ya que el lugar cumple con las características para poder realizar dicho deporte. Debido a que el área Frey posee gran cantidad de nieve generando que la temporada de esquí y nieve sea larga, durando parte de julio, agosto, septiembre, octubre y noviembre. Aunque, debido a la gran inclinación de las pendientes, esta actividad es para deportistas con experiencia ya que se debe tener conocimiento sobre avalanchas y rescate. Si no se tiene dicho conocimiento, se debe solicitar un guía experto para evitar accidentes. 
Por último, el trekking es la actividad más desarrollada del lugar. La misma se realiza al ir al refugio. Las primeras dos de ellas es transitando por los maravillosos bosques del Cerro Catedral y la tercera recorre uno de los filos del Cerro Catedral. Personas con una gran capacidad física optan por subir y bajar al refugio en un mismo día pero por caminos diferentes, así se permiten conocer y disfrutar de paisajes diferentes. Mientras que otras, optan por la decisión de dormir en el refugio y experimentar otras opciones de esta actividad, como por ejemplo, el trekking que conecta al Refugio Frey con el Refugio San Martin.